# Atlit
Atlit (hebreu: עתלית‎; àrab: عتليت, ʿAtlīt) és una petita vila costanera d'Israel situada prop de Haifa. Inclosa al consell regional de Costa del Carmel, es troba en el Districte del Nord d'Israel. Atlit fou fundada el 1903 amb el patrocini del baró de Rothschild. La població actual és d'aproximadament 4.500 habitants. La ciutat va ser declarada consell local el 1950, però a causa de la pèrdua de població va perdre aquest estatus el 2004.

## Història
Se sap que ja als inicis de l'edat del bronze hi havia a la zona un poblet pescador, que desaparegué al període hel·lenístic.
Al poble encara hi ha les ruïnes del Castrum Peregrinorum, un castell templer construït el 1217 per a protegir els pelegrins cristians durant l'època de les Croades. Fou una de les fortaleses més importants de les Croades i, de fet, fou l'última en caure als atacs de Bàybars I. En destaquen la torrassa, la torre i l'església templera.
A l'època de les croades es deia Castellum Peregrinorum i fou ocupada per Saladí el 1187, però el 1218, altre cop en mans dels croats fou reconstruïda i va ser una fortalesa destacada dels templers, que junt amb Districtum-Détroit (àrab Kirbet Dustre) defensava els congost del Carmel per la part sud. El 1291 fou ocupada pel sultà mameluc al-Àixraf Khalil, que va destruir la fortalesa. Al segle xiv era una wilaya de la màmlaka de Safed, la més al sud de Palestina. Va entrar en decadència sota els otomans i el 1880 només tenia 200 habitants. El 1903 s'hi van establir alguns jueus que van formar un llogaret prop del poblat àrab. El 1938 hi havia 508 àrabs i 224 jueus. El 1945 ja només restaven 150 àrabs dels quals 60 eren àrabs cristians, enfront de 2.000 jueus.
Durant l'època del Mandat britànic de Palestina, les autoritats britàniques van instal·lar-hi un camp de detinguts per allotjar els immigrants il·legals jueus que arribaven a Palestina durant els anys trenta i quaranta.